# Enterolobium glaziovii
Enterolobium glaziovii är en ärtväxtart som först beskrevs av George Bentham, och fick sitt nu gällande namn av Mesquita. Enterolobium glaziovii ingår i släktet Enterolobium och familjen ärtväxter. Inga underarter finns listade i Catalogue of Life.

## Bildgalleri

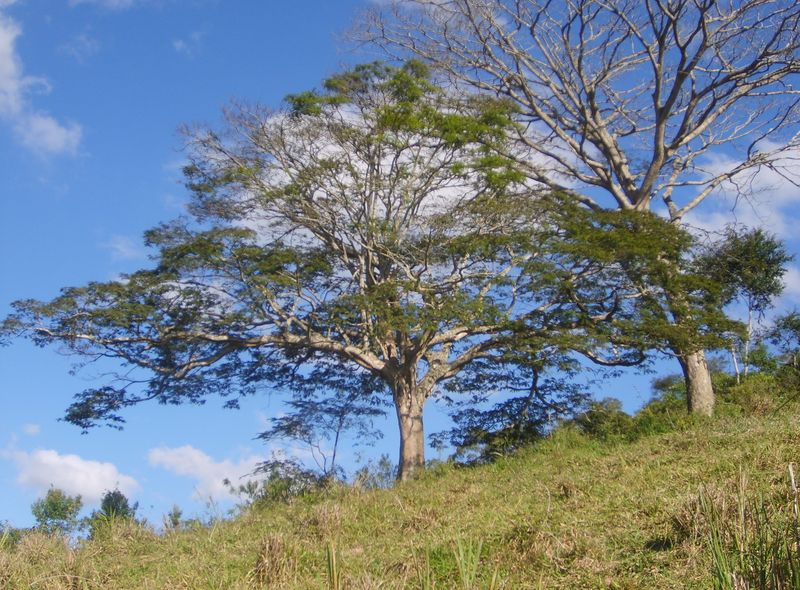